# فرانك أرشيبالد ماكدوغال
فرانك أرشيبالد ماكدوغال هو طيار كندي، ولد في 16 يونيو 1896، وتوفي في 27 يونيو 1975.